# مونته‌جیاردینو
مونته‌جیاردینو (به ایتالیایی: Montegiardino) شهری در کشور سن مارینو است که ۳٬۳۱ کیلومتر مربع مساحت دارد و جمعیت آن در سال ۱۹۹۵ میلادی ۷۱۷ نفر و در سال ۲۰۰۸ میلادی ۸۴۳ نفر بوده‌است.